# سوزان هوفمان وليامز
سوزان هوفمان وليامز (بالإنجليزية: Susan Hoffman Williams)‏ هي عالمة قانونية أمريكية، ولدت في 12 يوليو 1960 في فيلادلفيا في الولايات المتحدة.